# Trichonta tiliae
Trichonta tiliae är en tvåvingeart som beskrevs av Bragina 1994. Trichonta tiliae ingår i släktet Trichonta och familjen svampmyggor. Inga underarter finns listade i Catalogue of Life.